# Francisco Arce
Francisco Arce (Paraguari, Paraguai, 2 d'abril de 1971) és un exfutbolista paraguaià.
Va disputar 61 partits amb la selecció del Paraguai, amb la qual disputà els Mundials de 1998 i 2002. Posteriorment fou entrenador.